# HDAC8
هیستون دِاَستیلاز ۸ (انگلیسی: Histone deacetylase 8) یک پروتئین است که در انسان توسط ژن «HDAC8» کُدگذاری می‌شود.
این پروتئین نقش بسیار مهمی در تنظیم رونویسی ژن‌ها، پیشرفتِ چرخهٔ سلولی و وقایع تکاملی سلول دارد.

## اهمیت بالینی
هیستون دِاَستیلاز ۸ با برخی بیماری‌ها از جمله لوسمی حاد مغز استخوان و همچنین در اسکلت سلولی اکتین در ماهیچه‌های صاف مرتبط است. آران‌اِی‌های خاموشگری که هیستون دِاَستیلاز ۸ را هدف قرار می‌دهند، خواص ضد سرطانی دارند. مهار این آنزیم همچنین موجب القای آپوپتوز در «لنفوم‌های سلول تی» می‌گردد.
هیستون دِاَستیلاز ۸ در بیماری‌زایی نوروبلاستوما هم نقش دارد. در نتیجه پژوهشگران علاقه‌مندند تا مهارکننده‌های انتخابی این آنزیم را بسازند.